# Peggy Knudsen
Pour les articles homonymes, voir Knudsen.
Peggy Knudsen est une actrice américaine, née Margaret Ann Knudsen le 22 avril 1923 à Duluth (Minnesota), morte le 11 juillet 1980 à Los Angeles — Quartier d'Encino (Californie).

## Biographie
Au théâtre, Peggy Knudsen joue à Broadway (New York) en 1942, dans la pièce My Sister Eileen (en) de Joseph Fields et Jerome Chodorov, aux côtés de Shirley Booth. Cette même année 1942, dans l'adaptation à l'écran réalisée par Alexander Hall sous le même titre original (titre français : Ma sœur est capricieuse), son rôle d’Eileen Sherwood est repris par Janet Blair.
Au cinéma, elle contribue à vingt films américains, depuis La Voleuse de Curtis Bernhardt en 1946 (avec Bette Davis et Glenn Ford), jusqu'à Istanbul de Joseph Pevney en 1957 (avec Errol Flynn et Cornell Borchers). Entretemps, elle apparaît notamment dans le western Terre damnée de John Farrow (1950, avec Ray Milland et Hedy Lamarr) et Bonjour Miss Dove d'Henry Koster (1955, avec Jennifer Jones et Robert Stack).
À la télévision, entre 1949 et 1965, Peggy Knudsen joue dans trente séries, dont Alfred Hitchcock présente (un épisode, 1956) et Perry Mason (deux épisodes, 1958-1959).
Pour cette contribution au petit écran, une étoile lui est dédiée sur le Walk of Fame d'Hollywood Boulevard.
Elle meurt prématurément d'un cancer en 1980.

## Théâtre à Broadway
- 1942 : My Sister Eileen de Joseph Fields et Jerome Chodorov, mise en scène de George S. Kaufman : Eileen Sherwood

## Filmographie

### Au cinéma (intégrale)
- 1946 : La Voleuse (A Stolen Life) de Curtis Bernhardt : Diedre
- 1946 : Two Guys from Milwaukee de David Butler : Voix du juke-box (non créditée)
- 1946 : Le Grand Sommeil (The Big Sleep) d'Howard Hawks : Mona Mars
- 1946 : Shadow of a Woman de Joseph Santley : Louise Ryder
- 1946 : Ne dites jamais adieu (Never Say Goodbye) de James V. Kern : Nancy Graham
- 1946 : Humoresque de Jean Negulesco : Florence Boray
- 1947 : Stallion Road de James V. Kern et Raoul Walsh : Daisy Otis
- 1947 : L'Infidèle (The Unfaithful) de Vincent Sherman : Claire
- 1947 : Roses Are Red de James Tinling : Martha McCormack
- 1947 : Rose d'Irlande (My Wild Irish Rose) de David Butler : Eileen (non créditée)
- 1948 : Perilous Waters (en) de Jack Bernhard : Pat Ferris
- 1948 : Half Past Midnight de William F. Claxton : Sally Ferris / Sally Parker
- 1948 : Trouble Preferred de James Tinling : Dale Kent
- 1950 : Terre damnée (Copper Canyon) de John Farrow : Cora
- 1955 : Prisons sans chaînes (Unchained) d'Hall Bartlett : Elaine
- 1955 : Betrayed Women d'Edward L. Cahn : Nora Collins
- 1955 : Bonjour Miss Dove (Good Morning Miss Dove) d'Henry Koster : Billie Jean Green
- 1956 : Le Fond de la bouteille (The Bottom of the Bottle) d'Henry Hathaway : Ellen Miller
- 1956 : L'Impudique (Hilda Crane) de Philip Dunne : Nell Bromley
- 1957 : Istanbul de Joseph Pevney : Marge Boyle

### À la télévision (sélection)
(séries)
- 1956 : Alfred Hitchcock présente (Alfred Hitchcok Presents)
  - Saison 1, épisode 19 The Derelicts de Robert Stevenson : Herta Cowell
- 1957 : Monsieur et Madame détective (The Thin Man)
  - Saison 1, épisode 4 Come Back Darling Asta : Karen Smith
- 1958-1959 : Perry Mason, première série
  - Saison 1, épisode 34 The Case of the Gilded Lily (1958) d'Andrew V. McLaglen : Sheila Bowers
  - Saison 3, épisode 1 The Case of the Spurious Sister (1959) : Marie Chapman
- 1959-1961 : Bat Masterson
  - Saison 1, épisode 16 A Personal Matter (1959) : Louisa Carey
  - Saison 2, épisode 31 A Grave Situation (1960) de Franklin Adreon : Katie
  - Saison 3, épisode 15 The Court Martial of Major Mars (1961) : Lottie Tremaine
- 1961 : Texas John Slaughter
  - Saison 3, épisode 3 A Trip to Tucson de James Neilson : Nellie
- 1960-1965 : The Adventures of Ozzie and Harriet
  - Saison 8, épisode 13 Ozzie Keeps a Secret (1960) d'Ozzie Nelson : Mme Masters
  - Saison 9, épisode 5 David Gets a Raise (1960) : Mme Kelley
  - Saison 10, épisode 8 The Barking Dog (1961) d'Ozzie Nelson : Mme Frazer
  - Saison 13, épisode 19 The Big Dog (1965) d'Ozzie Nelson : Mme Frazer